# Richard Schallert
Richard Schallert, avstrijski smučarski skakalec in trener, * 21. april 1964, Brand, Vorarlberg.

## Tekmovalna kariera
Njegov največji uspeh je 5. mesto na svetovnem prvenstvu v poletih v Harrachovu leta 1983 ter ekipna bronasta medalja na prvenstvu v Oberstdorfu leta 1987 skupaj z Andreasom Felderjem, Franzom Neutländerjem in Ernestom Vettorijem.

## Treniranje
Po koncu skakalne kariere je leta 1989 postal trener v avstrijski reprezentanci, nato pa je leta 2006 nasledil Vasjo Bajca na čelu češke reprezentance in tam ostal do 2009. Nato je bil trener eno leto v tretji nemški ekipi, od marca 2011 do oktobra 2012 pa glavni trener ruske reprezentance. 